# Prolacertiformes
Ordre
Les Prolacertiformes sont un ordre éteint de reptiles diapsides de l’infra-classe des archosauromorphes. Les Prolacertiformes apparurent au Permien il y a 299 millions d’années et furent particulièrement abondants au Trias. Ils disparurent à la fin du Trias il y a 201 millions d’années.

## Description
La plupart des Prolacertiformes étaient semblables à des lézards de grande taille. Mais au Trias moyen apparut le genre Tanystropheus (du grec, signifiant « longues vertèbres ») de 6 mètres. Son mode de vie était semi-aquatique et il se nourrissait probablement de poissons, qu’il chassait depuis la berge. Son cou mesurait le double de la longueur du corps. Les jeunes possédaient un cou plus court mais les vertèbres s’allongeaient rapidement au cours de la croissance.
Certains Prolacertiformes, comme le genre Sharovipteryx, possédaient deux membranes de peau : une petite aux bras et une autre plus grande aux pattes arrière, ce qui leur permettait peut-être de voler à la manière des ptérosaures, bien que cela ne reste qu'une hypothèse. Ils sont l'une des origines possibles aux Pterosauria, dont on ne connaît encore de nos jours aucun ancêtre qui n'aurait que partiellement développé les caractéristiques permettant le vol.
Plusieurs animaux fossiles ont été pris pour des Prolacertiformes, comme les étranges drépanosauridés ou certains ptérosaures. Actuellement ces animaux ne sont plus considérés comme des Prolacertiformes.

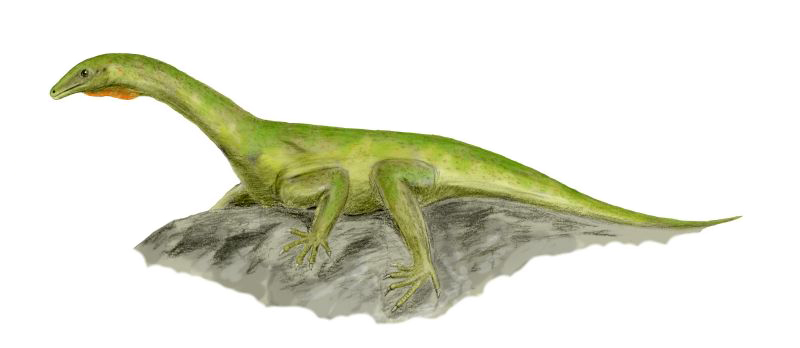
Protorosaurus
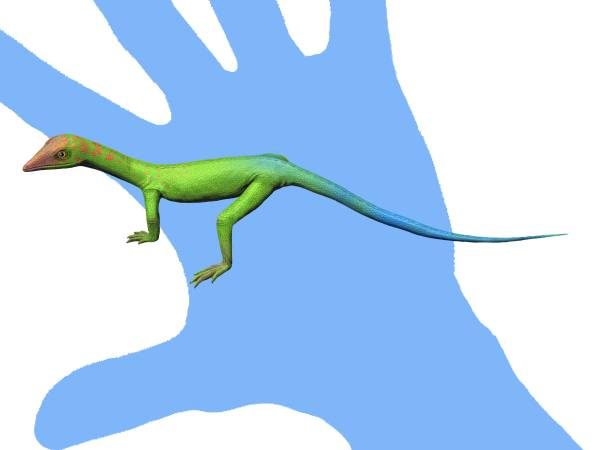
Cosesaurus
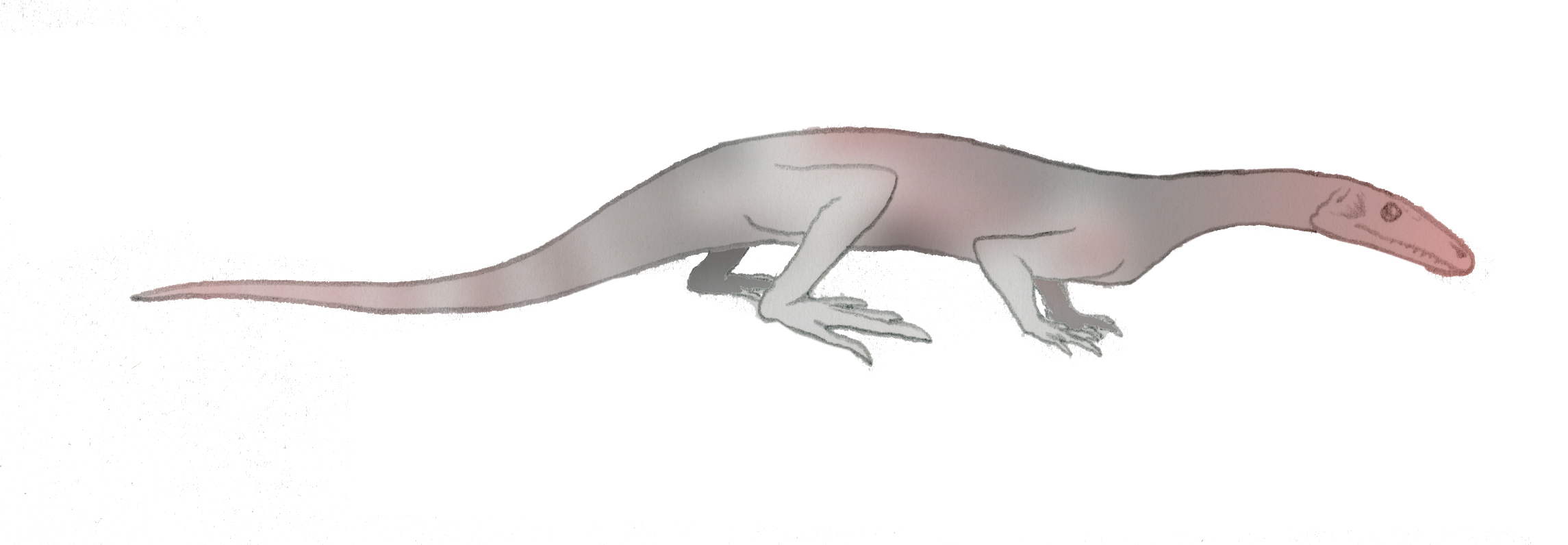
Prolacerta
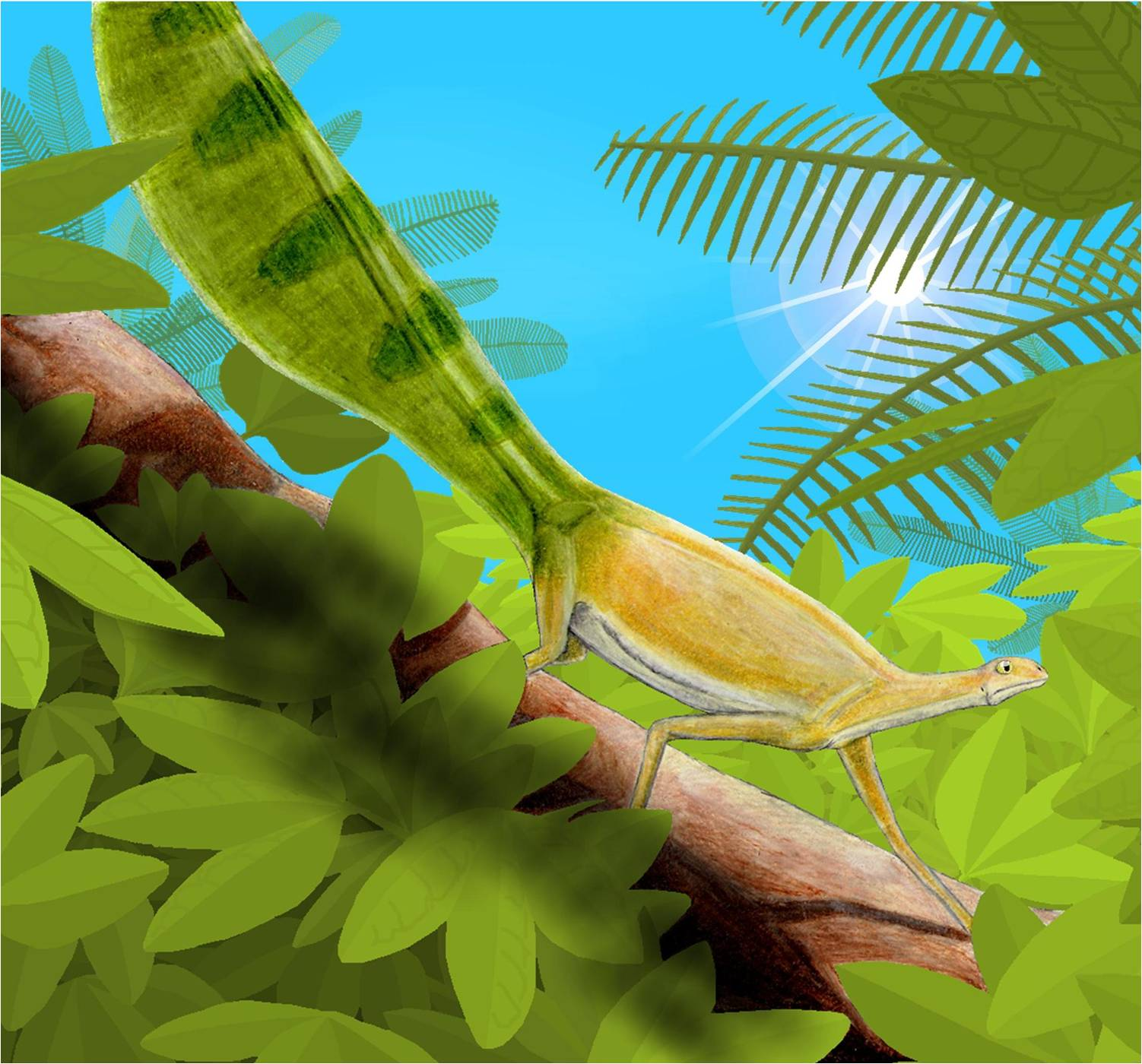
Hypuronector
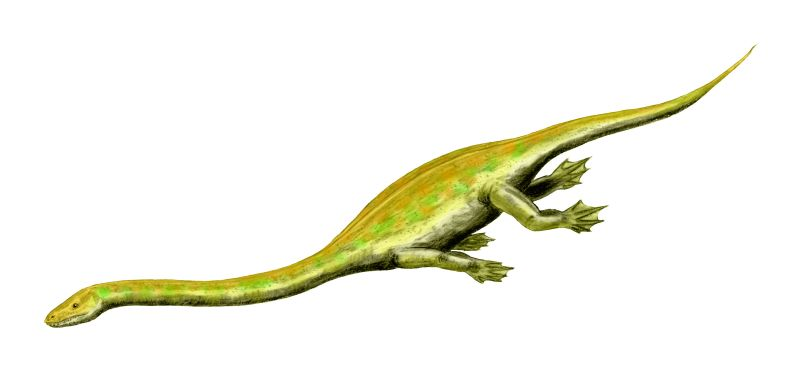
Dinocephalosaurus

## Classification
Les Prolacertiformes sont composés de quatre familles :
- les Drepanosauridae, comme Megalancosaurus ou Drepanosaurus ;
- les Protorosauridae, comme Malerisaurus ou Protorosaurus ;
- les Prolacertidae, comme Macrocnemus ou Lagobardisaurus ;
- les Sharovipterygidae, comme Sharovipteryx ;
- les Tanystropheidae, comme Tanystropheus.

La famille des Longisquamidae, créée par Sharov en 1970 pour abriter le seul genre Longisquama et son unique espèce Longisquama insignis, est parfois rattachée à cet ordre.

## Sources
- (de) Senter, P. (2004), « Phylogenie des Drepanosauridae (Reptilia: Diapsida) », Journal de la Paléontologie Systematique, vol. 2, n°3, p. 257-268.
- Dr M.J. Benton, Historique du Mésozoïque, collection Atlas/Mémoires aux éditions Autrement, 1996, p. 60-61.